# Filippo Conca
Pour les articles homonymes, voir Conca (homonymie).
Filippo Conca, né le 22 septembre 1998 à Lecco (Lombardie), est un coureur cycliste italien, professionnel de 2021 à 2024. En 2025, il crée la surprise en devenant champion d'Italie sur route, alors qu'il court chez les amateurs.

## Biographie
Filippo Conca vient au cyclisme à l'âge de neuf ans grâce à sa sœur Sabrina, ancienne cycliste qui a évolué au niveau professionnel. 
En 2019, il se révèle chez les espoirs en terminant cinquième du Tour d'Italie espoirs, septième du Tour de la Vallée d'Aoste et neuvième du Grand Prix de Poggiana.
En mars 2022, il participe à Milan-San Remo, son premier monument, où il est membre de l'échappée du jour.
Testé positif au SARS-CoV-2, Filippo Conca est non-partant lors de la dix-septième étape du Tour d'Espagne 2022.
En 2025, alors qu'il court chez les amateurs après que son ancienne équipe Q36.5 ne l'ait pas conservé pour cette saison, il est sacré champion d'Italie sur route élites en s'imposant dans un sprint à cinq.

## Palmarès
- 2017
  - 3e du championnat d'Italie du contre-la-montre par équipes espoirs
- 2018
  - 3e du Mémorial Daniele Tortoli
- 2019
  - Giro del Valdarno
- 2025
  -  Champion d'Italie sur route

## Résultats sur les grands tours

### Tour d'Espagne
1 participation
- 2022 : non-partant (17e étape)

## Classements mondiaux
| Année                                 | 2018  | 2019  | 2020 | 2021  | 2022  | 2023  | 2024 |
| ------------------------------------- | ----- | ----- | ---- | ----- | ----- | ----- | ---- |
| Classement mondial                    | 1826e | 2013e | 720e | 1381e | 2117e | 1558e | 996e |
| UCI Europe Tour                       | 1205e | 1316e | 576e | 981e  | 1327e | nc    | nc   |
|                                       |       |       |      |       |       |       |      |
| Légende : nc = non classéSource : UCI |       |       |      |       |       |       |      |